# Pandinurus hangarale
Espèce
Pandinurus hangarale est une espèce de scorpions de la famille des Scorpionidae.

## Distribution
Cette espèce est endémique du Somaliland en Somalie. Elle se rencontre vers Hargeisa.

## Description
Le mâle holotype mesure 94,15 mm.

## Publication originale
- Kovařík, Lowe, Mazuch, Awale, Plíšková & Šťáhlavský, 2017 : « Scorpions of the Horn of Africa (Arachnida: Scorpiones). Part XII. Pandinurus hangarale sp. n. (Scorpionidae) from Somaliland and a Review of Type Locality and True Distribution of Pandinurus smithi (Pocock, 1897). » Euscorpius, no 253, p. 1-103 (texte intégral).